# Partecipanti all'Österreich-Rundfahrt 2013
Qui di seguito viene riportato l'elenco dei partecipanti al'Österreich-Rundfahrt 2013.
Sono 143 i ciclisti al via da Innsbruck, in rappresentanza di 18 squadre. I partenti provengono dai cinque continenti, e da 30 differenti paesi. L'Austria è il paese più rappresentato, con 33 ciclisti, seguita dall'Italia (20) e dal Belgio (18).

## Corridori per squadra
Nota: * under 25, R ritirato, NP non partito, FT fuori tempo
| RadioShack-Leopard           | RadioShack-Leopard           | RadioShack-Leopard           | Katusha Team                | Katusha Team                | Katusha Team                | Omega Pharma-Quickstep          | Omega Pharma-Quickstep          | Omega Pharma-Quickstep          |
| ---------------------------- | ---------------------------- | ---------------------------- | --------------------------- | --------------------------- | --------------------------- | ------------------------------- | ------------------------------- | ------------------------------- |
| 1                            | Matthew Busche               | 7º                           | 11                          | Dmitrij Kozončuk            | 24º                         | 21                              | Tom Boonen                      | NP 2ª                           |
| 2                            | Fabian Cancellara            | 54º                          | 12                          | Sergej Černeckij*           | 4º                          | 22                              | Gianluca Brambilla*             | 17º                             |
| 3                            | Hayden Roulston              | 18º                          | 13                          | Marco Haller*               | 124º                        | 23                              | Kevin De Weert                  | 36º                             |
| 4                            | Ben King                     | 29º                          | 14                          | Pëtr Ignatenko              | 6º                          | 24                              | Dries Devenyns                  | 5º                              |
| 5                            | Robert Kišerlovski           | 23º                          | 15                          | Vladimir Isajčev            | 100º                        | 25                              | Gianni Meersman                 | 34º                             |
| 6                            | Jaroslav Popovyč             | 51º                          | 16                          | Vjačeslav Kuznetsov         | 95º                         | 26                              | Bert Grabsch                    | 62º                             |
|                              |                              |                              | 17                          | Michail Ignat'ev            | 127º                        | 27                              | Kristof Vandewalle              | 80º                             |
| 8                            | Jesse Sergent                | 86º                          | 18                          | Rüdiger Selig*              | 126º                        | 28                              | Carlos Verona*                  | 40º                             |
| Sky Procycling               | Sky Procycling               | Sky Procycling               | BMC Racing Team             | BMC Racing Team             | BMC Racing Team             | Cannondale Pro Cycling          | Cannondale Pro Cycling          | Cannondale Pro Cycling          |
| 31                           | Ian Boswell*                 | 15º                          | 41                          | Alessandro Ballan           | 119º                        | 51                              | Stefano Agostini                | 30º                             |
| 32                           | Joe Dombrowski*              | 28º                          | 42                          | Thor Hushovd                | R 8ª                        | 52                              | Ivan Basso                      | 57º                             |
| 33                           | Bernhard Eisel               | 102º                         | 43                          | Dominik Nerz                | 37º                         | 53                              | Federico Canuti                 | 65º                             |
| 34                           | Mathew Hayman                | 101º                         | 44                          | Mathias Frank               | 12º                         | 54                              | Matthias Krizek*                | 50º                             |
| 35                           | Salvatore Puccio*            | 77º                          | 45                          | Daniel Oss                  | 99º                         | 55                              | Michel Koch                     | 92º                             |
| 36                           | Chris Sutton                 | 110º                         | 46                          | Marco Pinotti               | 47º                         | 56                              | Maciej Paterski                 | 87º                             |
| 37                           | Jonathan Tiernan-Locke       | 73º                          | 47                          | Greg Van Avermaet           | 35º                         | 57                              | Daniele Ratto                   | 38º                             |
| 38                           | Xabier Zandio                | 27º                          | 48                          | Danilo Wyss                 | 33º                         | 58                              | Juraj Sagan*                    | 116º                            |
| Astana Pro Team              | Astana Pro Team              | Astana Pro Team              | Team Saxo Bank-Tinkoff Bank | Team Saxo Bank-Tinkoff Bank | Team Saxo Bank-Tinkoff Bank | Lotto-Belisol Team              | Lotto-Belisol Team              | Lotto-Belisol Team              |
| 61                           | Fabio Aru*                   | 8º                           | 71                          | Jonathan Cantwell           | 106º                        | 81                              | Gaëtan Bille                    | 85º                             |
| 62                           | Borut Božič                  | 133º                         | 72                          | Nicki Sørensen              | 105º                        | 82                              | Sander Cordeel*                 | 82º                             |
| 63                           | Aleksandr D'jačenko          | 2º                           | 73                          | Timothy Duggan              | 74º                         | 83                              | Dirk Bellemakers                | 46º                             |
| 64                           | Andrea Guardini*             | R 3ª                         | 74                          | Chris Anker Sørensen        | 11º                         | 84                              | Dennis Vanendert                | R 4ª                            |
| 65                           | Maksim Iglinskij             | 84º                          | 75                          | Rafał Majka*                | 19º                         | 85                              | Jonas Van Genechten             | 118º                            |
| 66                           | Andrij Hrivko                | 79º                          | 76                          | Jay McCarthy                | 60º                         | 86                              | Jurgen Van de Walle             | 42º                             |
| 67                           | Simone Ponzi*                | 56º                          | 77                          | Bruno Pires                 | 41º                         | 87                              | Tosh Van der Sande*             | 64º                             |
| 68                           | Kevin Seeldraeyers           | 3º                           | 78                          | Rory Sutherland             | 71º                         | 88                              | Tim Wellens*                    | 55º                             |
| IAM Cycling                  | IAM Cycling                  | IAM Cycling                  | MTN-Qhubeka                 | MTN-Qhubeka                 | MTN-Qhubeka                 | Cofidis                         | Cofidis                         | Cofidis                         |
| 91                           | Jonathan Fumeaux*            | 20º                          | 101                         | Gerald Ciolek               | 104º                        | 111                             | Cyril Bessy                     | 112º                            |
| 92                           | Matthias Brändle*            | FT 4ª                        | 102                         | Ignatas Konovalovas         | 45º                         | 112                             | Nicolas Edet*                   | 9º                              |
| 93                           | Stefan Denifl                | R 6ª                         | 103                         | Louis Meintjes*             | 68º                         | 113                             | Julien Fouchard*                | 39º                             |
| 94                           | Kristof Goddaert             | 81º                          | 104                         | Dennis van Niekerk          | 25º                         | 114                             | Jan Ghyselinck*                 | 128º                            |
| 95                           | Kevyn Ista                   | 108º                         | 105                         | Sergio Pardilla             | 14º                         | 115                             | Gert Jõeäär                     | 109º                            |
| 96                           | Gustav Larsson               | NP 7ª                        | 106                         | Martin Reimer               | 123º                        | 116                             | Nico Sijmens                    | 53º                             |
| 97                           | Alexandr Pliuschin           | 49º                          | 107                         | Johan van Zyl*              | 76º                         | 117                             | Adrien Petit*                   | 117                             |
| 98                           | Aleksejs Saramotins          | 44º                          | 108                         | Martin Wesemann             | 125º                        | 118                             | Tristan Valentin                | 96º                             |
| Androni Giocattoli-Venezuela | Androni Giocattoli-Venezuela | Androni Giocattoli-Venezuela | Team Gourmetfein-Simplon    | Team Gourmetfein-Simplon    | Team Gourmetfein-Simplon    | WSA                             | WSA                             | WSA                             |
| 121                          | Omar Bertazzo*               | 113º                         | 131                         | Markus Eibegger             | 69º                         | 141                             | Michael Taferner                | 135º                            |
| 122                          | Riccardo Chiarini            | 67º                          | 132                         | Felix Großschartner*        | 94º                         | 142                             | Josef Benetseder                | 129º                            |
| 123                          | Fabio Felline*               | 97º                          | 133                         | Matija Kvasina              | 10º                         | 143                             | Wolfgang Geisler                | 122º                            |
| 124                          | Marco Frapporti              | 70º                          | 134                         | Daniel Paulus*              | 43º                         | 144                             | Markus Goetz                    | 59º                             |
| 125                          | Matteo Di Serafino*          | 52º                          | 135                         | Matej Marin                 | 120º                        | 145                             | Paul Lang                       | 21º                             |
| 126                          | Alessandro Malaguti*         | 83º                          | 136                         | Stephan Rabitsch*           | 115º                        | 146                             | Hans-Jörg Leopold               | 22º                             |
| 127                          | Patrick Facchini*            | 16º                          | 137                         | Jan Sokol*                  | 121º                        | 147                             | Martin Schöffmann               | 66º                             |
| 128                          | Antonino Parrinello*         | 88º                          | 138                         | Riccardo Zoidl              | 1º                          | 148                             | Patrick Schörkmayer             | 136º                            |
| Team Vorarlberg              | Team Vorarlberg              | Team Vorarlberg              | Tirol Cycling Team          | Tirol Cycling Team          | Tirol Cycling Team          | ARBÖ Gebrüder Weiss-Oberndorfer | ARBÖ Gebrüder Weiss-Oberndorfer | ARBÖ Gebrüder Weiss-Oberndorfer |
| 151                          | Florian Bissinger*           | 93º                          | 161                         | Clemens Fankhauser          | 61º                         | 171                             | Benjamim Edmüller               | 130º                            |
| 152                          | Daniel Biedermann*           | 107º                         | 162                         | Jure Golčer                 | 13º                         | 172                             | Michael Gogl*                   | 63º                             |
| 153                          | Boštjan Rezman               | 31º                          | 163                         | Stefan Praxmarer            | 103º                        | 173                             | Benedikt Kendler*               | 111º                            |
| 154                          | Remco Broers*                | 78º                          | 164                         | Patric Schultus             | 114º                        | 174                             | Jakub Kratochvíla*              |                                 |
| 155                          | Maarten de Jonge             | 48º                          | 165                         | Harald Totschnig            | 26º                         | 175                             | Maximilian Kuen*                | 91º                             |
| 156                          | Andreas Hofer*               | 89º                          | 166                         | Hannes Kapeller             | 134º                        | 176                             | Petr Lechner                    | 132º                            |
| 157                          | Dominik Hrinkow*             | 58º                          | 167                         | Martin Weiss                | 98º                         | 177                             | Andreas Müller                  | 131º                            |
| 158                          | Christoph Springer           | 90º                          | 168                         | David Wöhrer                | 32º                         | 178                             | Lukas Zeller*                   | 72º                             |